# Coua gigas
Coua gigas là một loài chim trong họ Cuculidae.
Đây là loài đặc hữu của rừng khô ở phía tây và phía nam Madagascar. C. gigas được tìm thấy ở vùng đất thấp đến 700 m phía tây và nam Madagascar (Sibley 2007). Phạm vi của các loài chim này được coi là lớn với ước tính toàn cầu của sự xuất hiện ở trong diện tích 50.000-100.000 km2. Quy mô dân số toàn cầu chưa được định lượng nhưng được cho là lớn vì nó được mô tả là 'phổ biến' trong ít nhất một phần phạm vi của nó. Tương tự như vậy, người ta không có số liệu về xu hướng số lượng toàn cầu của loài này, và mặc dù người ta tin rằng các loài không tiếp cận ngưỡng suy giảm số lượng cho tiêu chí Danh sách đỏ IUCN (tức là giảm hơn 30% trong mười năm hoặc ba thế hệ), có bằng chứng cho sự suy số lượng. Điều này tóm tắt những lý do để đánh giá coua khổng lồ ít quan tâm nhất của Cơ quan Danh sách đỏ chính thức cho các loài chim cho IUCN.

## Hình ảnh

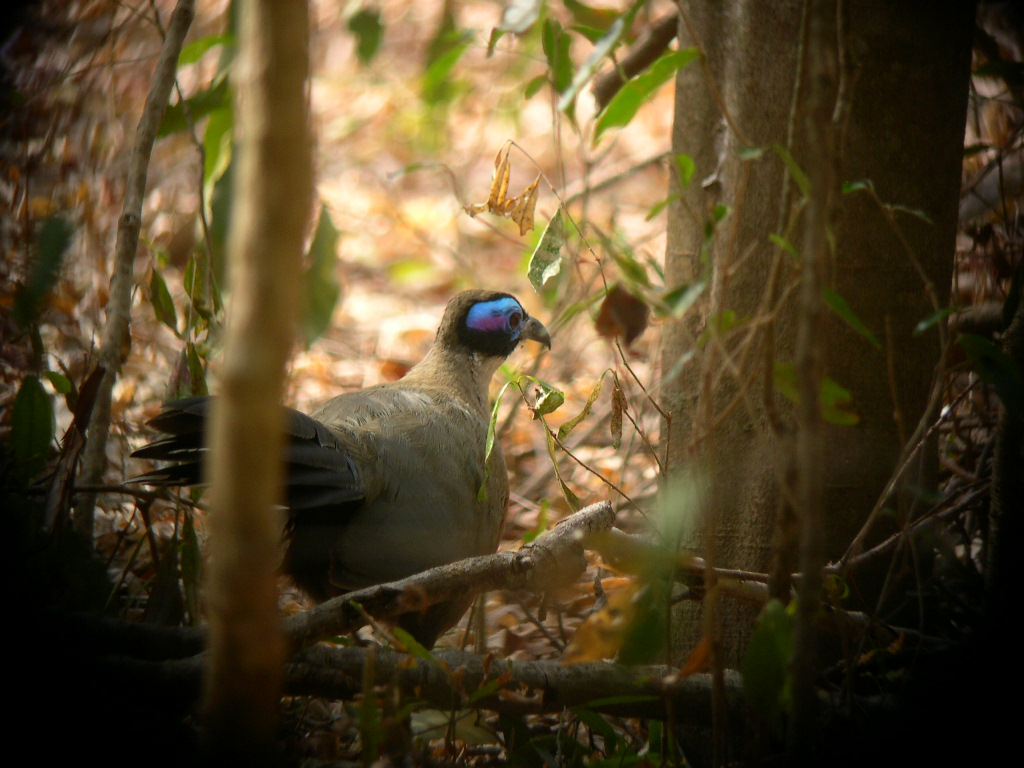
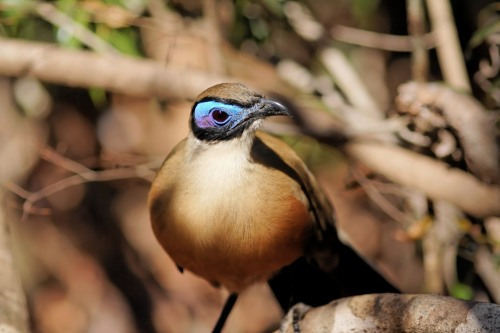